# Charade / Heavy Breathing
A Charade című Bee Gees-szám a kislemezen szerkesztett változatban lett kiadva 3:14 hosszban az eredeti 4:13 hosszal szemben.

## Közreműködők
- Barry Gibb – ének, gitár
- Maurice Gibb – ének, gitár, billentyűs hangszerek, basszusgitár
- Robin Gibb – ének
- Alan Kendall – gitár
- Dennis Bryon – dob
- Geoff Westley – billentyűs hangszerek
- Phil Bonder – klarinét (Charade)
- stúdiózenekar Arif Mardin vezényletével
- hangmérnök – Damon Lyon Shaw, Andy Knight

## A lemez dalai
- Charade (Barry és Robin Gibb) (1973), stereo 3:14, ének: Barry Gibb, Robin Gibb
- Heavy Breathing (Barry és Robin Gibb) (1973), stereo 3:50, ének: Barry Gibb

## Top 10 helyezés
- Charade: 7.: Chile

## A kislemez megjelenése országonként
- Japán: RSO DW-1083
- Európa: RSO 2090 136
- Amerikai Egyesült Államok, Kanada: RSO SO-501